# Purwokerto (ort i Indonesien)
Purwokerto (indonesiska: Kota Purwokerto) är en ort i Indonesien.   Den ligger i provinsen Jawa Tengah, i den västra delen av landet, 300 km sydost om huvudstaden Jakarta. Purwokerto ligger 81 meter över havet och antalet invånare är 217 222.
Terrängen runt Purwokerto är kuperad åt nordväst, men åt sydost är den platt. Runt Purwokerto är det mycket tätbefolkat, med 4 503 invånare per kvadratkilometer. Purwokerto är det största samhället i trakten. Runt Purwokerto är det i huvudsak tätbebyggt.